# Richard Cooke (Archäologe)
Richard George Cooke MBE (geboren am 28. Oktober 1946 in Guildford, Surrey; gestorben am 23. Februar 2023 in Panama) war ein britischer Umweltarchäologe und Ichthyologe. Er war ab 1983 Archäologe am Smithsonian Tropical Research Institute in Panama.

## Leben
Cooke studierte an der Universität Bristol (Bachelor of Arts 1968) und forschte seit 1969 in Panama. 1972 promovierte er am Archäologischen Institut der Universität London. Anschließend arbeitete er bis 1975 als Archäologe für die Kulturgutverwaltung (Patrimonio Histórico) der Republik Panama und begleitete als Assistent Junius Bird vom American Museum of Natural History bei seiner paläo-indianischen Feldforschung in Panama. Im Jahr 1974/75 war er zudem als Post-doctoral Fellow erstmals am Smithsonian Tropical Research Institute in Panama tätig.
Von 1973 bis 1979 lehrte Cooke als Adjunct Professor für Anthropologie an der Außenstelle der Florida State University in der damals noch unter US-Verwaltung stehenden Panamakanalzone. Von 1977 bis 1980 hatte er eine Professur an der Universidad Católica Santa María La Antigua und von 1979 bis 1981 an der Universidad de Panamá inne. Er beriet ein Programm der Internationalen Bank für Wiederaufbau und Entwicklung zur Restaurierung von Panama-Stadt und leitete von 1981 bis 1983 zusammen mit Anthony Ranere das von der National Science Foundation der USA finanzierte Proyecto Santa Maria.
Ab 1983 arbeitete Cooke als Archäologe am Smithsonian Institute for Tropical Research (STRI) in Panama. Er untersuchte den Einfluss präkolumbianischer Kulturen auf die tropische Umwelt, die Diskontinuitäten der Kultur- und Umweltgeschichte Panamas und die wirtschaftsgeschichtliche Bedeutung der verschiedenen Landschaften des südlichen Mittelamerikas. Mit seinen Forschungen zur Rolle der Aquakultur in der präkolumbianischen Wirtschaft und der Anwendung moderner naturwissenschaftlicher Methoden in der Archäozoologie gilt er als ein Pionier auf seinem Gebiet. Neben seinen Arbeiten zu prähistorischen Perioden forschte er auch zur Kolonialgeschichte von Panama-Stadt.
2013 wurde Cooke in die American Academy of Arts and Sciences gewählt. 2018 wurde er für seine Verdienste als Archäologe und für seine Beiträge zum Verständnis der präkolumbianischen Zivilisationen Mittelamerikas mit dem Order of the British Empire ausgezeichnet.
Er starb im Februar 2023 im Alter von 76 Jahren in seiner Wahlheimat, wo er als „Vater der panamaischen Archäologie“ galt.